# Shahrestān di Farashband
Lo shahrestān di Farashband (farsi شهرستان فراشبند) è uno dei 29 shahrestān della provincia di Fars, in Iran. Il capoluogo è Farashband. Lo shahrestān è suddiviso in 2 circoscrizioni (bakhsh): 
- Centrale (بخش مرکزی)
- Dehram (بخش دهرم)

Sono presenti diversi siti archeologici ancora da sviluppare e in particolare si notano importanti e molteplici sepolture a tumulo e a piramide.